# Hidrácido
Hidrácido é um ácido que contém hidrogênio e não contém oxigênio. Adicionalmente, ao perder cátions hidrogênio deve produzir uma base conjugada. A força dos hidrácidos é determinada em função da porcentagem de moléculas que se ionizam em relação à quantidade total de moléculas dissolvidas (grau de ionização). Gasosos na temperatura ambiente.
Coloca-se o termo *Ácido*, seguindo o nome do elemento que acompanha o hidrogênio, com a terminação Idrico Ex:
- HCl: ácido clorídrico;
- HI: ácido iodídríco;
- HBr: ácido bromídrico;
- H2S: ácido sulfídrico[2];
- HF: ácido fluorídrico.

## Nomenclatura
Os hidrácidos possuem a terminação ídrico (ácido + nome do elemento + ídrico). Exemplo: ácido clorídrico (HCl).

## Classificação
Os hidrácidos da forma HnX são classificados como binários, pois só têm dois elementos químicos: o hidrogênio e o elemento seguinte. Uma exceção é o ácido cianídrico (HCN), que é um composto ternário. Os oxiácidos, por sua vez, são ternários (ou mais), já que possuem oxigênio, hidrogênio e (pelo menos) mais um elemento.
Os hidrácidos podem ser classificados como fortes, moderado(s) ou fracos:
| Fortes       | Moderado | Fracos        |
| ------------ | -------- | ------------- |
| HCl, HBr, HI | HF       | H2S, HCN, HNC |